# 羅馬曆

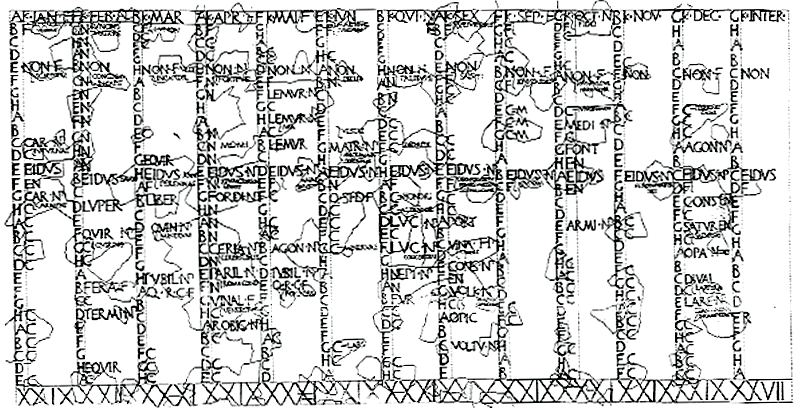
Fasti Antiates Maiores—一幅在公元前60年，儒略曆法通行前的羅馬曆油畫。留意（放大圖）在月曆頂部的月份，當時的第五月（七月，"QVI"，Quintilis）及第六月（八月，"SEX"，Sextilis）尚未被改成凱撒大帝及奧古斯都的名字，而在最右的一欄還有閏月（"INTER"，intercalary month）。

羅馬曆（英語：Roman Calendar），為實行於古代羅馬王政時期的曆法。羅馬曆起源於太陰曆，把每年分為十個月到十三個月，直到公元前45年被儒略曆取代為止。這段時期的曆法，亦有稱之為儒略前曆法。

## 沿革

### 羅慕路斯曆
古羅馬城是由傳奇的領袖羅慕路斯於大約前753年建立。初期是承繼希臘曆法，在前738年實行。羅馬曆法可以說是非常混亂，無人了解其法則，現時的知識很多都是來自估計。羅馬曆法定一年有304日， 分10個月（六個月30日及4個月31日），以 Martius 作為新年及一年之始。這十個月的名稱分別是 Martius、Aprilis、Maius、Junius、Quintilis、Sextilis、September、October、November 及 December，最後的六個字是表示五至十的拉丁文。但與一太陽年約365日相比相差了61日，當時的羅馬人似乎忽略這些日子，只把它當成無名稱及不定期的月份，成為年與年之間無一定規律的冬日。

### 努馬曆
為了補償羅慕路斯曆缺少的日數，第二任的羅馬領袖努马·庞皮里乌斯，於前713年，在新年之前加上 Januarius 及年開尾加上 Februarius 兩個月份造成一年12個月共355日。至西元前452年，羅馬人將 Februarius 移至 Januarius 及 Martius 之間。雖然加了兩個月成355日，但仍與回歸年不吻合。為了調整至回歸年，努马·庞皮里乌斯每隔一年下令在 Februarius 之後加上一個特別月 Mercedinus（工作月，又稱為 Intercalaris），Mercedinus 一般有22或23日。

### 儒略曆
到了前46年，羅馬曆情況非常混亂，古羅馬獨裁官儒略·恺撒要在 Mercedinus 的特別月裏加入90日，才能恢復月份的季節。他根據埃及亞歷山大的天文家索西琴尼建議，修訂古羅馬曆而制定儒略曆。將一年分為十二個月，規定單數月為31日，雙數月為30日，通常二月是29日（平年），每四年設置一閏年，閏年的二月加多一日成為30日。因此平年有6*31+5*30+29=365日，而閏年有6*31+6*30=366日。四年裡總共有365*3+366=1461日，平均每年日數為1461/4=365.25，較準確回歸年365.2422相差0.0078日，即是每128年會有一日偏差。